# الإعاقة والكوارث
يعاني الأشخاص ذوو الإعاقة من تأثير غير متناسب عند وقوع الكوارث الطبيعية أو الكوارث التي من صنع الإنسان. وقد تم الاعتراف بهذه المشكلة والتصدي لها من خلال المادة 11 من اتفاقية حقوق الأشخاص ذوي الإعاقة التابعة لـالأمم المتحدة، التي تنص على ما يلي:
"تتخذ الدول الأطراف، وفقاً لالتزاماتها بموجب القانون الدولي، بما في ذلك القانون الإنساني الدولي والقانون الدولي لحقوق الإنسان، جميع التدابير اللازمة لضمان حماية وسلامة الأشخاص ذوي الإعاقة في حالات الخطر، بما في ذلك حالات النزاع المسلح والطوارئ الإنسانية ووقوع الكوارث الطبيعية".
وغالبًا ما يتم تجاهل الأشخاص ذوي الإعاقة أثناء الكوارث، نتيجةً للتحامل أو، أحيانًا، بسبب غياب مظاهر واضحة للإعاقة. وبناءً على نوع الإعاقة، قد لا يتمكن الفرد ذو الإعاقة من إدراك أن كارثة ما قد وقعت أو أنه معرض للخطر. وقد يواجه أفراد آخرون، مثل أولئك الذين لديهم إعاقات تحدّ من حركتهم، صعوبة في حالات الإخلاء التي تتطلب نزول السلالم أو الجري أو فتح الأبواب.

## البحوث والتوجهات المستقبلية
هناك معرفة بحثية محدودة، وإنْ كانت توجد العديد من التقارير القصصية، بشأن ما يحدث عند تأثر الأشخاص ذوي إعاقة بالكوارث. تؤثر الكوارث البيئية بشكل غير متناسب على الفئات السكانية الضعيفة، لا سيما الأشخاص ذوي الإعاقة. يذكر تقرير العالم عن الأشخاص ذوي الإعاقة أن انتشار الإعاقة في العالم في تزايد؛[بحاجة لمصدر] إلا أن برامج الإغاثة والتخطيط للكوارث لا تزال لا تصمم سياساتها وجهودها لمساعدة هذه الفئة الضعيفة. قد يتأثر الأشخاص ذوو الإعاقة بشكل كبير بالكوارث الطبيعية ويُتجاهلون أثناء التخطيط للكوارث.
قد يواجه ذوو الإعاقة الجسدية خطرًا أثناء الإخلاء إذا لم تتوفر المساعدة. كما قد يواجه الأشخاص ذوو نقيصة معرفية صعوبة في فهم التعليمات التي يجب اتباعها في حال وقوع كارثة. أما الذين يعانون من إعاقة بصرية أو فقدان السمع وغيرهم، فقد يواجهون صعوبة في التواصل أثناء حالات الطوارئ. غالبًا ما يُهمَّش الأشخاص ذوو التحديات الحسية والحركية والجسدية خلال الإخلاء والإغاثة من الكوارث؛ ومع ذلك، فإن من يعانون من إعاقات ذهنية أو معرفية أو إدراكية يتم التغاضي عنهم بدرجة أكبر بسبب الطابع غير الظاهر لإعاقتهم. وعندما تتعرض شبكة الدعم الخاصة بالشخص ذي الإعاقة للانقطاع بسبب كارثة، فقد يحتاج إلى أشكال إضافية ومحددة من المأوى والإخلاء.
يُركّز الحد من مخاطر الكوارث على الأشخاص الذين لا يعانون من إعاقات في الاستقرار النفسي والعقلي، أو القدرة على التحمل والمعرفة، أو الحركة، أو البصر، أو السمع، أو النطق. وبالمثل، يفترض تقليل مخاطر الكوارث أن الأشخاص ذوي الإعاقة يعتمدون على مقدمي رعاية، متجاهلًا الحالات التي لا يتوفر فيها دعم فوري للشخص. لا تزال السياسات المتعلقة بالإغاثة من الكوارث وتقليل المخاطر موجهة نحو الأفراد الأصحاء بدنيًا، بالرغم من أن 15% من سكان العالم مصابون بإعاقة، مع تزايد الانتشار عالميًا. ويُعزى هذا التزايد في الغالب إلى ازدياد الأمراض المزمنة عالميًا بالإضافة إلى شيخوخة سكان العالم.
أما بالنسبة للأطفال، فيُقدَّر أن 10% من هذه الفئة الضعيفة أصلًا يعانون من إعاقة. وعلى الرغم من هذه النسبة المرتفعة، يُستثنى الأطفال ذوو الإعاقة غالبًا من مبادرات تقليل مخاطر الكوارث، مما يجعلهم أكثر عرضة للضعف التعليمي والبدني والنفسي. ويحتاج الأطفال ذوو الإعاقة إلى دعم جسدي وتعليمي إضافي، وهو ما لا تأخذه سياسات تقليل المخاطر في الحسبان غالبًا. لا سيما في الدول الأفقر حول العالم، فإن الأشخاص ذوي الإعاقة أقل احتمالًا في تلقي نفس الاهتمام الذي يحظى به الآخرون من الفئات الأكثر حظًا خلال هذه الظروف.
كل هذه العوامل يمكن أن تزيد من تنوع درجة المخاطر التي يواجهها الأشخاص ذوو الإعاقة في حالات الكوارث.

## التمييز
تُفاقم الكوارث من حدة التمييز الذي يواجهه الأفراد ذوو الإعاقة.[بحاجة لرقم الصفحة] وقد أظهرت بعض الدراسات وجود تمييز ضد الأفراد ذوي الإعاقة في جميع مراحل دورة الكوارث. ومن أبرز القيود التي يواجهونها عدم القدرة على الوصول إلى المباني أو وسائل النقل أو الحصول على خدمات الطوارئ المتعلقة بالكوارث. ويُعزى استبعاد هؤلاء الأفراد جزئيًا إلى نقص التدريب المتعلق بالإعاقة الذي يتلقاه مخططو الطوارئ وموظفو إدارة الطوارئ. ويواجه جميع الأشخاص ذوي الإعاقة تهميشًا متفاقمًا في حالات الكوارث البيئية، ويتأثر ذوو الإعاقات الذهنية بدرجة مماثلة للذين لديهم إعاقات جسدية، رغم اعتبارهم غالبًا أقل حاجة للدعم. ولا يتلقى الأشخاص الذين يعانون من إعاقات غير مرئية الدعم الإدراكي الذي يحتاجونه للتأقلم مع الكوارث إلا إذا أصبحت احتياجاتهم واضحة للعيان، وهو ما لا يحدث غالبًا. كما أن من لديهم إعاقات إدراكية أو ذهنية قد لا يدركون المخاطر الاجتماعية والعملية، مما يعرضهم لنتائج سلبية أكبر عند وقوع الكوارث. وعند إجراء تقييمات بصرية في ملاجئ الكوارث، غالبًا ما يفشل موظفو الطوارئ في التعرف على احتياجاتهم لأن إعاقتهم غير مرئية. ولا تقتصر التحديات على السياسات التمييزية، بل تتسبب الكوارث نفسها في ارتفاع معدلات الإعاقة وتفاقم الحالات الطبية القائمة.

## الإعاقة في تخطيط إدارة الطوارئ
تعتبر الإعاقة كعامل في إدارة الطوارئ قضية تحظى باهتمام من بعض السلطات المعنية بإدارة الكوارث، بينما تعمل العديد من حركة حقوق المعاقين على الضغط والتثقيف للجهات المسؤولة من أجل تضمين احتياجات الأفراد ذوي الإعاقة في خططها. لقد أثرت اتفاقية حقوق الأشخاص ذوي الإعاقة (CRPD) على مبادرات مثل مشروع Sphere لتضمين إرشادات متعلقة بالإعاقة والاعتراف بالنهج المختلفة المطلوبة لاحتياجات الإعاقات المتنوعة. في البلدان الريفية والمناطق ذات الدخل المنخفض، هناك فجوة بين أولئك الذين يحتاجون إلى الموارد المالية والبشرية وأولئك الذين يحصلون عليها، مما يعني أن الأشخاص ذوي الإعاقة لا يتلقون الخدمات التي يحتاجون إليها.